# Laevipilina antarctica
Laevipilina antarctica är en blötdjursart som beskrevs av Warén och Hain 1992. Laevipilina antarctica ingår i släktet Laevipilina och familjen Laevipilinidae.
Artens utbredningsområde är Södra Ishavet. Inga underarter finns listade i Catalogue of Life.